# حنا سلامه
حنا سلامه (انگلیسی: Hanna Salameh؛) معمار، طراح و هنرمند اهل اردن است. او در سال ۲۰۱۸ در فهرست ۴۵ معمار تاثیرگذار خاورمیانه قرار گرفت.